# ロング・ジョン・シルヴァー
『ロング・ジョン・シルヴァー』(Long John Silver) は、アメリカ合衆国のロック・バンドのジェファーソン・エアプレインが1972年に発表した通算8作目のアルバムである。活動停止前の最後のスタジオ・アルバムに相当する。

## 解説

### 経緯
1970年に3代目ドラマーのスペンサー・ドライデン、1971年には中心メンバーの一人マーティ・バリン（ヴォーカル）が去った。残ったメンバーはRCAとの契約期間が終了すると、RCAを親会社に持つ「グラント・レコード」を設立。ヨーマ・カウコネンとジャック・キャサディのホット・ツナに参加していたパパ・ジョン・クリーチ（ヴァイオリン）とジョーイ・コヴィントン（ドラムス）を迎えて、同年9月に前作『バーク』を発表した。
一方、メンバーの課外活動も継続された。同年11月にはカントナーとグレイス・スリックがアルバム『サンファイター』、12月にはクリーチが初のソロ・アルバム『パパ・ジョン・クリーチ』、1972年2月にはホット・ツナがアルバム『バーガーズ』を発表した。
1972年、彼等は新作アルバムの制作を開始するが、途中の4月にコヴィントンが脱退。彼等は元タートルズのジョン・バーベイタを迎えて本作を完成した。

### 内容
バリンと共に結成の中心メンバーだったカントナーと公私ともに彼のパートナーだったスリックが、収録曲9曲のうち8曲の作者に名を連ねた。
制作途中までメンバーだったコヴィントンが参加した2曲とホット・ツナのドラマーのサミー・ピアッツァーが参加した1曲を除いて、新メンバーのバーベイタがドラムスを担当した。
オリジナル・ジャケットを説明に従って折り曲げると底にマリファナの写真が印刷されている煙草ケースになる、という凝った装丁だった。
7月に発表され、全米20位を記録した。

## 収録曲

### オリジナルLP
| #         | タイトル                                                  | 作詞         | 作曲                           | 時間  |
| --------- | --------------------------------------------------------- | ------------ | ------------------------------ | ----- |
| 1.        | 「ロング・ジョン・シルヴァー Long John Silver」           | Grace Slick  | Jack Casady                    | 4:22  |
| 2.        | 「エアリー（鷲の群） Aerie (Gang of Eagles)」             | Slick        | Slick                          | 3:55  |
| 3.        | 「トワイライト・ダブル・リーダー Twilight Double Leader」 | Paul Kantner | Kantner                        | 4:46  |
| 4.        | 「ミルク・トレイン Milk Train」                           | Slick        | Papa John Creach, Roger Spotts | 3:22  |
| 5.        | 「キリストの息子 The Son of Jesus」                       | Kantner      | Kantner                        | 5:30  |
| 合計時間: | 合計時間:                                                 | 合計時間:    | 合計時間:                      | 21:55 |

| #         | タイトル                                                | 作詞           | 作曲      | 時間  |
| --------- | ------------------------------------------------------- | -------------- | --------- | ----- |
| 1.        | 「復活祭？ Easter?」                                    | Slick          | Slick     | 4:05  |
| 2.        | 「トライアル・バイ・ファイアー Trial by Fire」          | Jorma Kaukonen | Kaukonen  | 4:38  |
| 3.        | 「アレクサンダー・ザ・ミディアム Alexander the Medium」 | Kantner        | Kantner   | 6:50  |
| 4.        | 「イート・スターチ・マム Eat Starch Mom」               | Slick          | Kaukonen  | 4:38  |
| 合計時間: | 合計時間:                                               | 合計時間:      | 合計時間: | 20:11 |

### CD
| #         | タイトル                                                  | 作詞           | 作曲                           | 時間  |
| --------- | --------------------------------------------------------- | -------------- | ------------------------------ | ----- |
| 1.        | 「ロング・ジョン・シルヴァー Long John Silver」           | Grace Slick    | Jack Casady                    | 4:22  |
| 2.        | 「エアリー（鷲の群） Aerie (Gang of Eagles)」             | Slick          | Slick                          | 3:55  |
| 3.        | 「トワイライト・ダブル・リーダー Twilight Double Leader」 | Paul Kantner   | Kantner                        | 4:46  |
| 4.        | 「ミルク・トレイン Milk Train」                           | Slick          | Papa John Creach, Roger Spotts | 3:22  |
| 5.        | 「キリストの息子 The Son of Jesus」                       | Kantner        | Kantner                        | 5:30  |
| 6.        | 「復活祭？ Easter?」                                      | Slick          | Slick                          | 4:05  |
| 7.        | 「トライアル・バイ・ファイアー Trial by Fire」            | Jorma Kaukonen | Kaukonen                       | 4:38  |
| 8.        | 「アレクサンダー・ザ・ミディアム Alexander the Medium」   | Kantner        | Kantner                        | 6:50  |
| 9.        | 「イート・スターチ・マム Eat Starch Mom」                 | Slick          | Kaukonen                       | 4:38  |
| 合計時間: | 合計時間:                                                 | 合計時間:      | 合計時間:                      | 42:06 |

## 参加ミュージシャン
※番号はCDのトラック・ナンバーを示す。
- グレイス・スリック　Grace Slick – ピアノ、ヴォーカル
- ジャック・キャサディ　Jack Casady – ベース
- ポール・カントナー　Paul Kantner – リズム・ギター、ヴォーカル
- ヨーマ・カウコネン　Jorma Kaukonen – リード・ギター、ヴォーカル
- パパ・ジョン・クリーチ　Papa John Creach – ヴァイオリン
- ジョン・バーベイタ　John Barbata – ドラムス、タンバリン、 "against the grain stubble scraping"
- ジョーイ・コヴィントン　Joey Covington – ドラムス（3、5）
- サミー・ピアッツァー　Sammy Piazza[7] – ドラムス（7）